# Púrpura
Púrpura es un color secundario del modelo tradicional de coloración creado mediante la mezcla de los colores rojo y azul. En el modelo de color CMYK se crea combinando magenta con cian o con negro, o con los dos. 
El término proviene de los caracoles marinos también llamados púrpuras (Stramonita haemastoma, Nucella lapillus), y así se denominaba también al color producido por la oxidación de la tinta de estos caracoles, (tinta muy apreciada desde la antigüedad) y a las telas teñidas con ella. 

## Definición  y alcances

### Etimología
La palabra púrpura deriva del latín purpŭra, ‘molusco que produce un tinte violáceo, tinte obtenido del molusco, tela o vestido teñido con ese tinte’, que procede del griego jónico πορφύρη (πορφύρα, porphýrā, en koiné), con los mismos significados. El término griego, a su vez, se origina en una palabra semita que designaba al caracol marino con el que se elaboraba el tinte púrpura.
Se cree que los nombres de las antiguas regiones de Canaán y Fenicia pueden ser términos cognados para designar al color púrpura. Canaán podría derivar del vocablo acadio kinahhu (‘púrpura rojo’), mientras que Fenicia procedería del griego φοινός (foinós, ‘rojo oscuro’) o φοῖνιξ (foinix, ‘púrpura, escarlata’).
La primera aparición del término «púrpura» en idioma castellano data del año 1220.

### Diferencias entre púrpura y colores similares
Debajo se dan muestras de los colores normalizados en catálogos cromáticos. La terminología empleada en el presente artículo corresponde a estos colores.

#### Entre púrpura y violeta
- Como se ha dicho, en un diagrama de colores de al menos veinticuatro tonalidades, el púrpura, en un sentido amplio, va desde el rojo purpúreo hasta el púrpura azulado; el violeta se encuentra a continuación, en el rango del azul púrpura.[1]
- A diferencia del púrpura, el violeta sí es un color espectral: una luz con una longitud de onda dominante de entre 420 y 380 nm es violeta.[1]
- Una interesante cualidad psicofísica que sirve para diferenciar al púrpura del violeta es que la apariencia de este último varía con la intensidad de la luz o luminancia. El violeta, según aumenta la intensidad de la luz, pareciera adquirir un matiz más azulado, como resultado del denominado fenómeno Bezold–Brücke, donde las longitudes de onda inferiores a 500 nm se tiñen de azul, mientras que las superiores viran al amarillo. El púrpura, al ser una mezcla de longitudes de onda, no sufre este fenómeno.[cita requerida]

#### Entre púrpura y morado
Al ser un púrpura azulado, el morado es técnicamente púrpura. La diferencia entre púrpura y morado es semántica, ya que la adjetivación de color «morado» se origina en la descripción de la pigmentación de las moras, frutos del árbol llamado moral (Morus nigra).

### Variantes históricas, culturales y lingüísticas

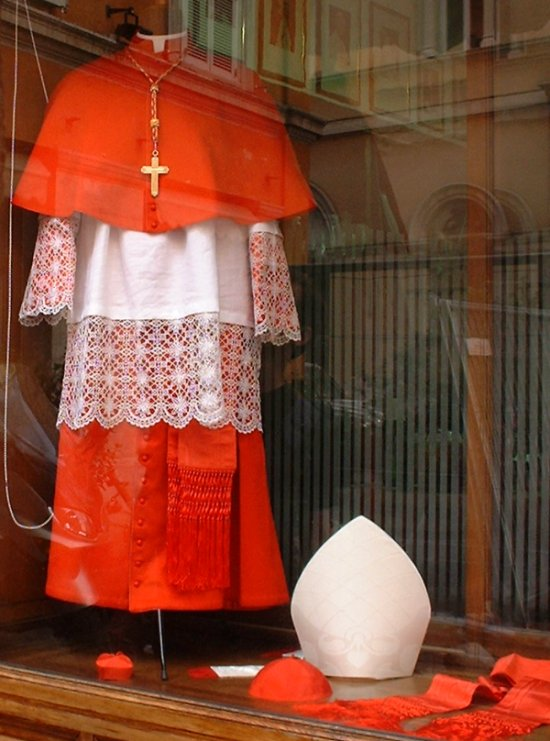
Vestimentas de un cardenal, eclesiástico de alto rango de la Iglesia católica. La «púrpura cardenalicia» era en origen púrpura escarlata.

#### Los tintes y textiles «púrpuras»
La palabra «púrpura» alude a la coloración de ciertos tintes para teñir telas, al color que aquellos producen y a las telas teñidas con los mismos, no es el nombre de un color particular. Estos tintes se elaboraban con las secreciones de varias especies de caracoles marinos, y en tiempos antiguos se produjeron en diferentes regiones del globo, aunque el lenguaje y los usos occidentales fueron influidos en particular por la antigua industria del teñido con púrpura de la región del Mediterráneo.
Como los tintes eran difíciles de obtener, las telas teñidas de púrpura eran extremadamente costosas y su uso estaba restringido a quienes podían pagarlas. Eventualmente las prendas teñidas con púrpura adquirieron un valor simbólico, denotando nobleza: en tiempos de la Roma imperial, por ejemplo, solo el emperador tenía permitido llevarlas.

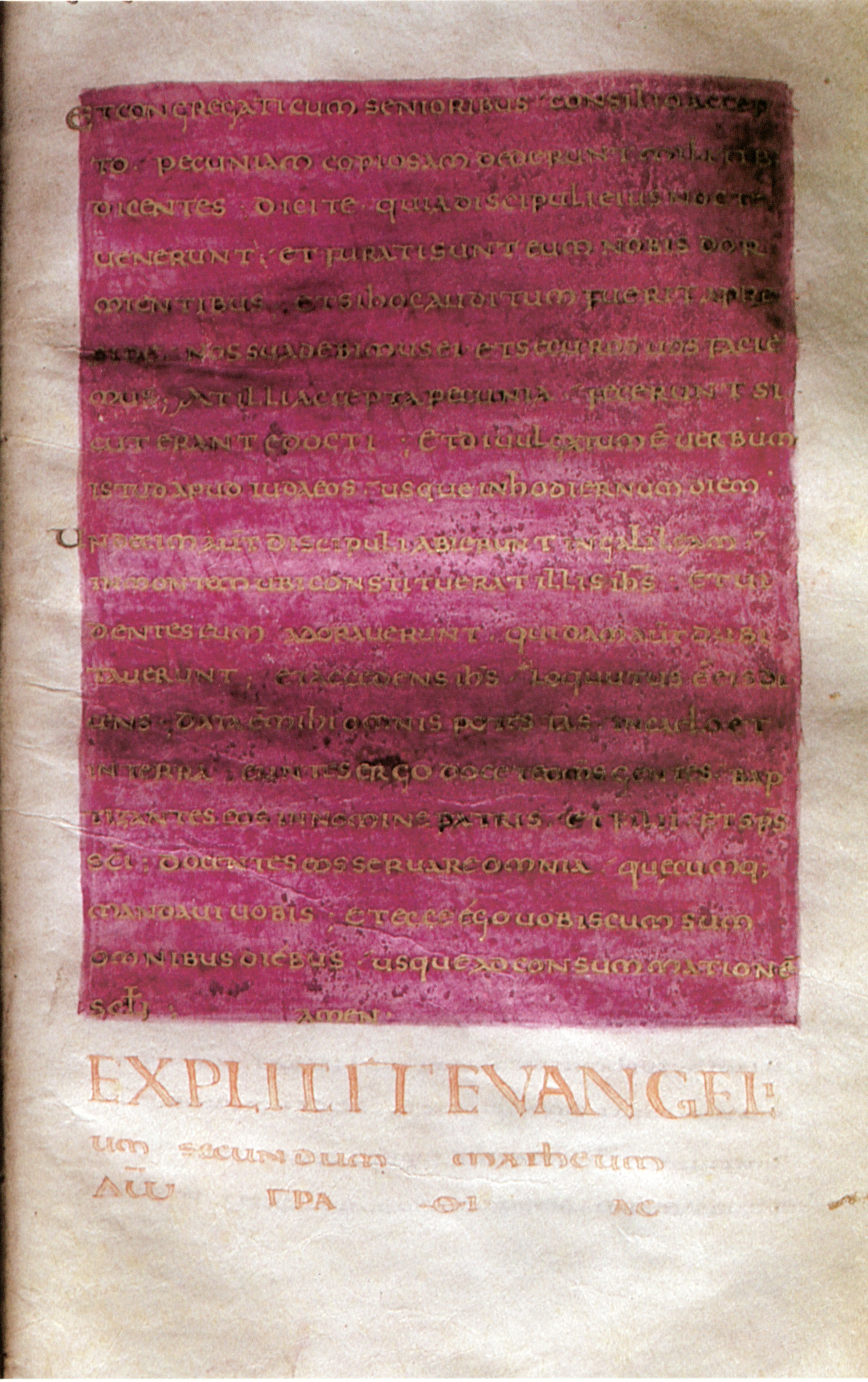
«Página púrpura» del Evangelio de Strahov (siglo X): pergamino teñido con tinte de caracol buccino (Buccinum undatum), que da un color rojo púrpura.

Vitruvio, en el siglo I a. C., relata que la coloración del tinte púrpura variaba entre azulada y rojiza, y atribuye esa variación al lugar de colecta de los moluscos con que se lo elaboraba; sin embargo, hoy se considera que la variación podía deberse al uso de diferentes especies de caracoles (cada una de las cuales produce un color algo distinto), a la mezcla de los tintes con el propósito de obtener variantes de color o a otras particularidades del procedimiento de teñido.
Durante la Edad Media la técnica para elaborar el tinte púrpura clásico se perdió, y este fue reemplazado por el rojo carmín que se obtenía del quermes, una especie de cochinilla. Las onerosas prendas de gala usadas por emperadores, nobles y altos funcionarios cambiaron así de color, pero no de nombre. Aún hoy, una de las acepciones de «púrpura» es «prenda de vestir, de este color o roja, que forma parte del traje característico de emperadores, reyes, cardenales, etc.»
De acuerdo con Philip Ball, durante toda la Antigüedad y la Edad Media el término latino purpure podía denotar un color que variaba del violeta a un rojo oscuro.

##### La púrpura como color «rico» o tela suntuosa
Michel Pastoureau, en su libro Una historia simbólica de la Edad Media occidental, advierte a los historiadores acerca de las traducciones de los términos de color en textos antiguos:

Allí donde el hebreo dice «rico», el latín con frecuencia traduce por purpureus y las lenguas vulgares por «púrpura».

Por otra parte, según el historiador de arte anglosajón antiguo Charles Reginald Dodwell, el término latino púrpura hacía referencia a una variedad de tela de seda gruesa, llamativa y cara, de más de un color. Dodwell consideraba que este tejido pudo haber sido similar al tafetán, con los hilos de la urdimbre de un color y los hilos de la trama de otro, de manera que con el movimiento, al incidir la luz sobre sus pliegues, cambiaba de color. Este tipo de tela, a pesar de su nombre, podía ser de cualquier color: las fuentes históricas textuales estudiadas por Dodwell mencionaban telas de púrpura que eran de color predominante rojo, blanco, negro y verde.

#### Púrpura en el modelo de coloración tradicional

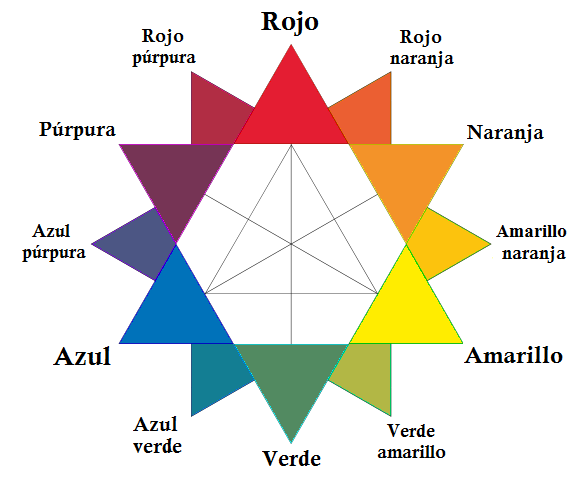
En los modelos tradicionales en español, el color secundario intermedio entre azul y rojo se denomina púrpura, violeta o morado.

Desde que fue descubierto el modelo tricromático de coloración en el siglo XVII, el púrpura ha sido considerado el color secundario que puede producirse mezclando los primarios rojo y azul. Tal es el caso del sistema de coloración de D'Aguilon, que en 1613 escribió en latín el término "purpureus". Un tratado de pintura en francés de 1708 es más específico, colocando al púrpura (pourpre) entre el violeta y el rojo carmesí. En el sistema de color en inglés de Moses Harris (1776), figura el círculo cromático con el púrpura (purple) entre el azul púrpura y el rojo púrpura; y en la teoría del color en alemán de Wilhelm von Bezold (1874), figura el púrpura (purpur) entre el rojo y el violeta.
En otros modelos tradicionales, el violeta figura como color secundario en lugar del púrpura. Por esta razón se considera por ejemplo que el rojo violeta es equivalente del rojo púrpura y, para los angloparlantes, el término purpúreo resulta sinónimo de violáceo o violado.

#### Particularidades lingüísticas
La definición del color púrpura puede variar según el idioma. No solo los traductores de textos antiguos deben ejercer prudencia, sino también aquellos que interpretan y traducen lenguas vivas.

##### Púrpura en alemán
En idioma alemán, el color púrpura (purpur) se define a nivel popular como un rojo intenso, algo purpúreo, comparable con el carmín de uso pictórico. Pero puede extenderse desde el carmín hasta el violeta.

##### Púrpura en francés
En idioma francés, púrpura (pourpre) es un color rojo oscuro intenso o rojo violáceo.
|            | Pourpre            |
| HTML       | #9E0E40            |
| RGB        | (158, 14, 64)      |
| HSV        | (339°, 91 %, 62 %) |
| Referencia | [ 21 ]             |

##### Púrpura en italiano
En idioma italiano, púrpura (porpora) es nuevamente un rojo semioscuro e intenso. Puede ir del carmín al rojo violáceo.
|            | Porpora           |
| HTML       | #B21B1C           |
| CMYK       | (30, 100, 100, 0) |
| RGB        | (178, 27, 28)     |
| HSV        | (0°, 85 %, 70 %)  |
| Referencia | [ 23 ]            |

##### Púrpura en inglés
En idioma inglés, la denominación de color púrpura (purple) abarca un conjunto amplio de coloraciones que van desde el púrpura rojizo al violeta, e incluye a este último.
|            | Purple              | Purple             | Purple             |
| HTML       | #870074             | #602F6B            | #604E97            |
| RGB        | (135, 0, 116)       | (96, 47, 107)      | (96, 78, 151)      |
| HSV        | (308°, 100 %, 53 %) | (289°, 56 %, 42 %) | (255°, 48 %, 59 %) |
| Referencia | [ 24 ]              | [ 24 ]             | [ 24 ]             |

##### Púrpura en portugués
En idioma portugués, roxo, término cognado con el español «rojo», significa, sin embargo, «púrpura». Cabe mencionar que en portugués también existe el término púrpura para designar a este color, funcionando como sinónimo de roxo.

##### Púrpura en español
Según el diccionario Rae, en su acepción 9, Dicho de un color: Rojo oscuro que tira a violeta, pero en sus primeras acepciones, no se refiere a un color, sino al tinte: 1. f. Molusco gasterópodo marino, cuya concha, retorcida y áspera, tiene la boca o abertura ancha o con una escotadura en la base, y que segrega en cortísima cantidad una tinta amarillenta, la cual al contacto del aire toma color verde, que luego se cambia en rojo más o menos oscuro, en rojo violáceo o en violeta. 2. f. Tinte muy costoso que los antiguos preparaban con la tinta de varias especies de púrpura o de otros moluscos parecidos. De lo que se deduce que la palabra púrpura se refiere en general al tinte en si, y no a un color determinado, ya que el tinte puede dar una gama de ellos entre el violeta y el escarlata.

##### Púrpura en japonés
En idioma japonés, el púrpura se denomina murasaki (紫) y en su forma estándar es un púrpura rojizo. Hacia fines del siglo XIX se introdujo en Japón la denominación paapuru para el púrpura, derivada del inglés purple. Debajo se muestra el púrpura japonés estándar.
|             | Murasaki           |
| HTML        | #AC5CB5            |
| Munsell     | 7.5P 5/12          |
| RGB         | (172, 92, 181)     |
| HSV         | (294°, 49 %, 71 %) |
| Referencias | [ 27 ] [ 28 ]      |

## El púrpura: un color extraespectral

Diagrama de cromaticidad Yxy 1931 de la CIE: la línea de los púrpuras es la parte recta del diagrama.

El púrpura y sus diferentes tonalidades no pueden ser generados por una sola longitud de onda lumínica, por lo cual no existe en el espectro de luz visible: son colores extraespectrales. Para producirse es necesario una mezcla de longitudes de onda de los colores rojo y azul, o del rojo y del violeta.
Aunque el púrpura no se encuentra en el espectro de luz visible ni en el arco iris, sí aparece en la mayoría de los círculos cromáticos y en los espacios de color especialmente ideados para representar todos los colores posibles. En el diagrama cromático del espacio de color CIE 1931, por ejemplo, los púrpuras se localizan sobre una línea recta que conecta a los colores espectrales rojo y violeta, y que cubre las cromaticidades que van desde el rojo purpúreo al violeta extraespectral. Esta línea es conocida como la línea de los púrpuras.

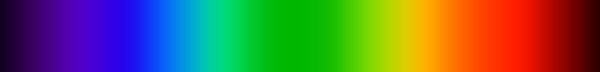
En el espectro de luz visible no está el color púrpura propiamente dicho.

## Historia

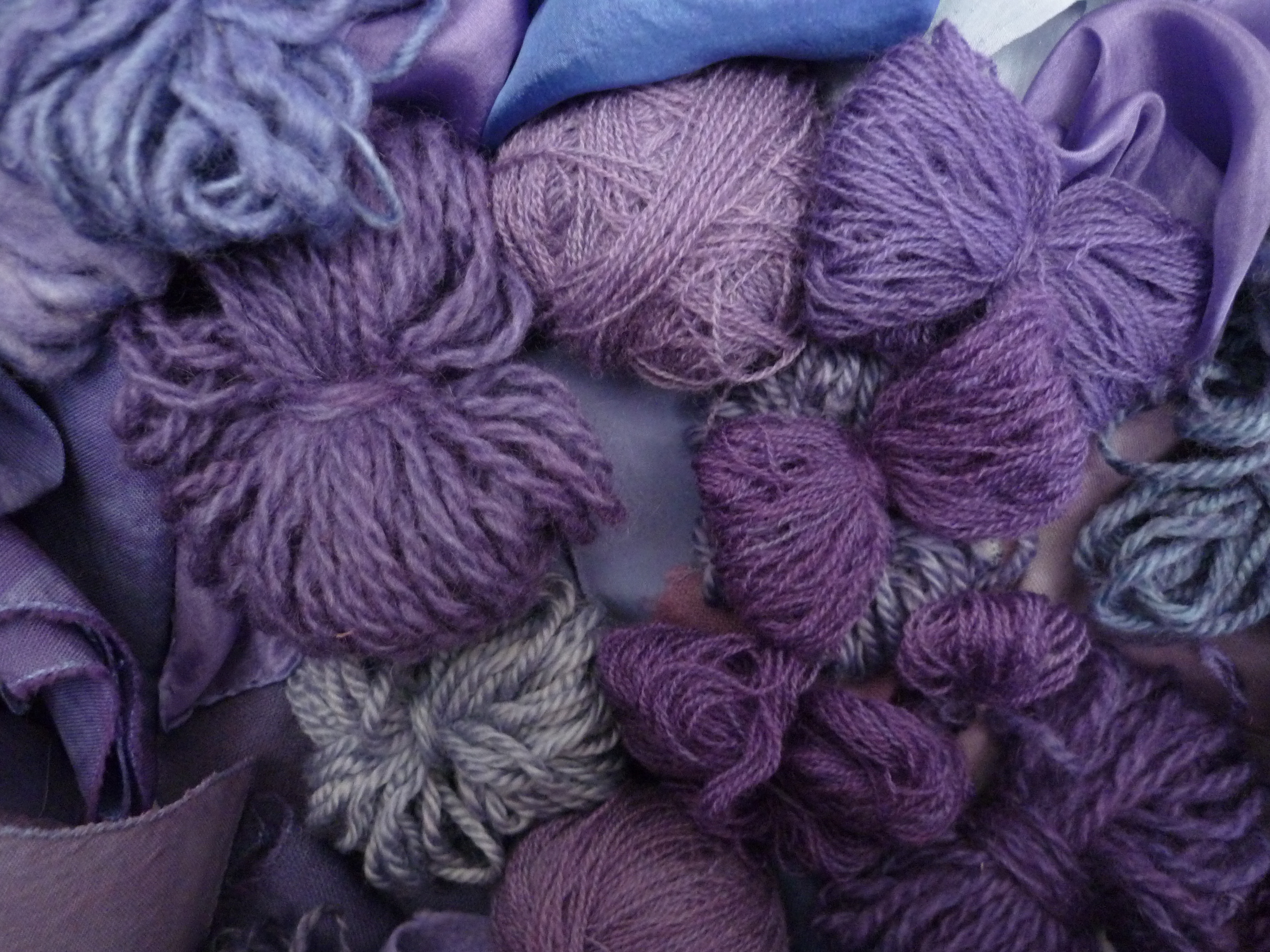
Lanas y retazos de seda teñidos con tinte de Hexaplex trunculus.

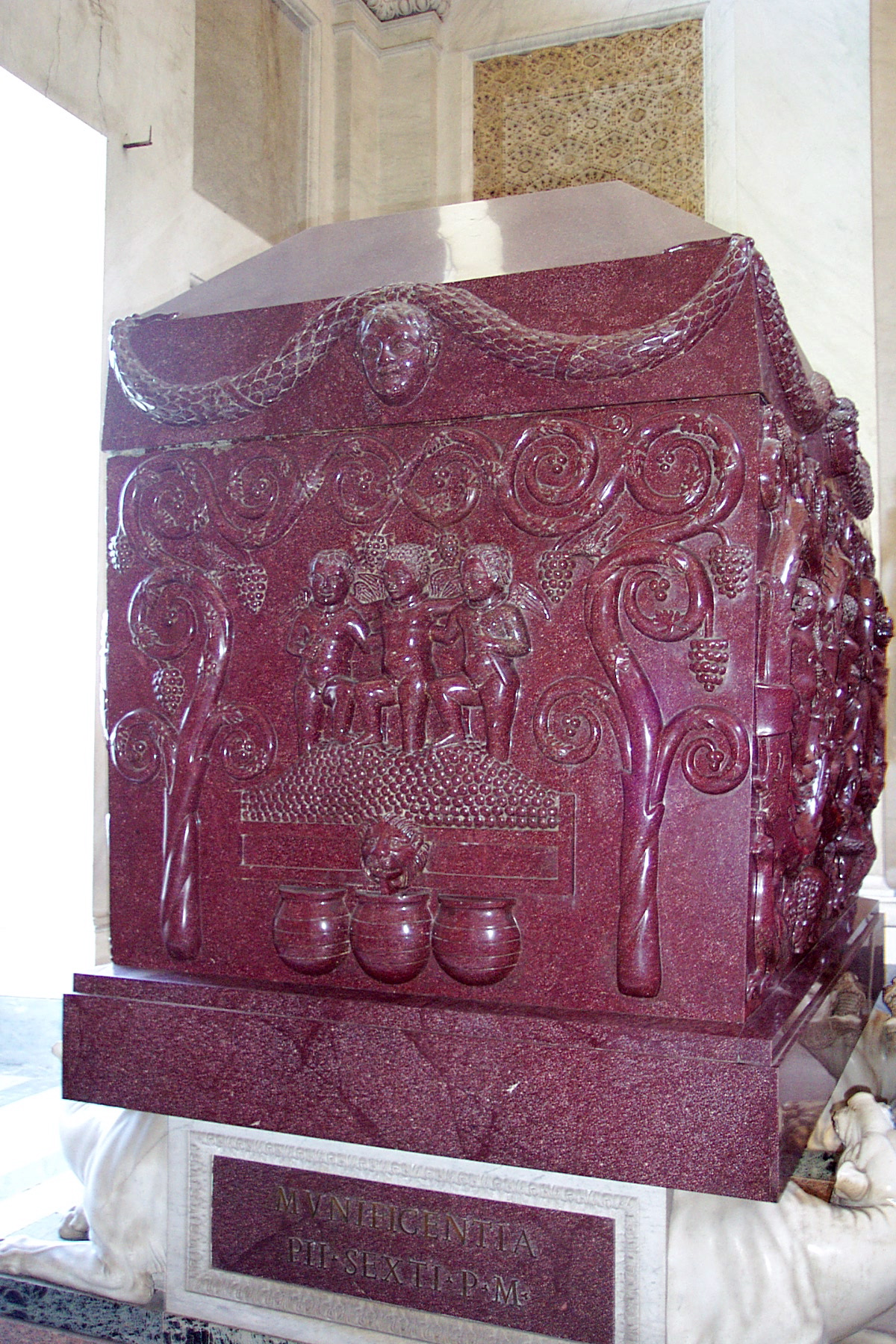
Sarcófago de Constantina, hija de Constantino I, tallado en pórfido rojo púrpura.
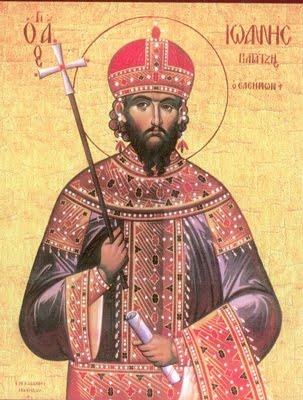
Juan III Ducas Vatatzés, emperador de Nicea entre 1221 y 1254, luciendo un atavío de púrpura.
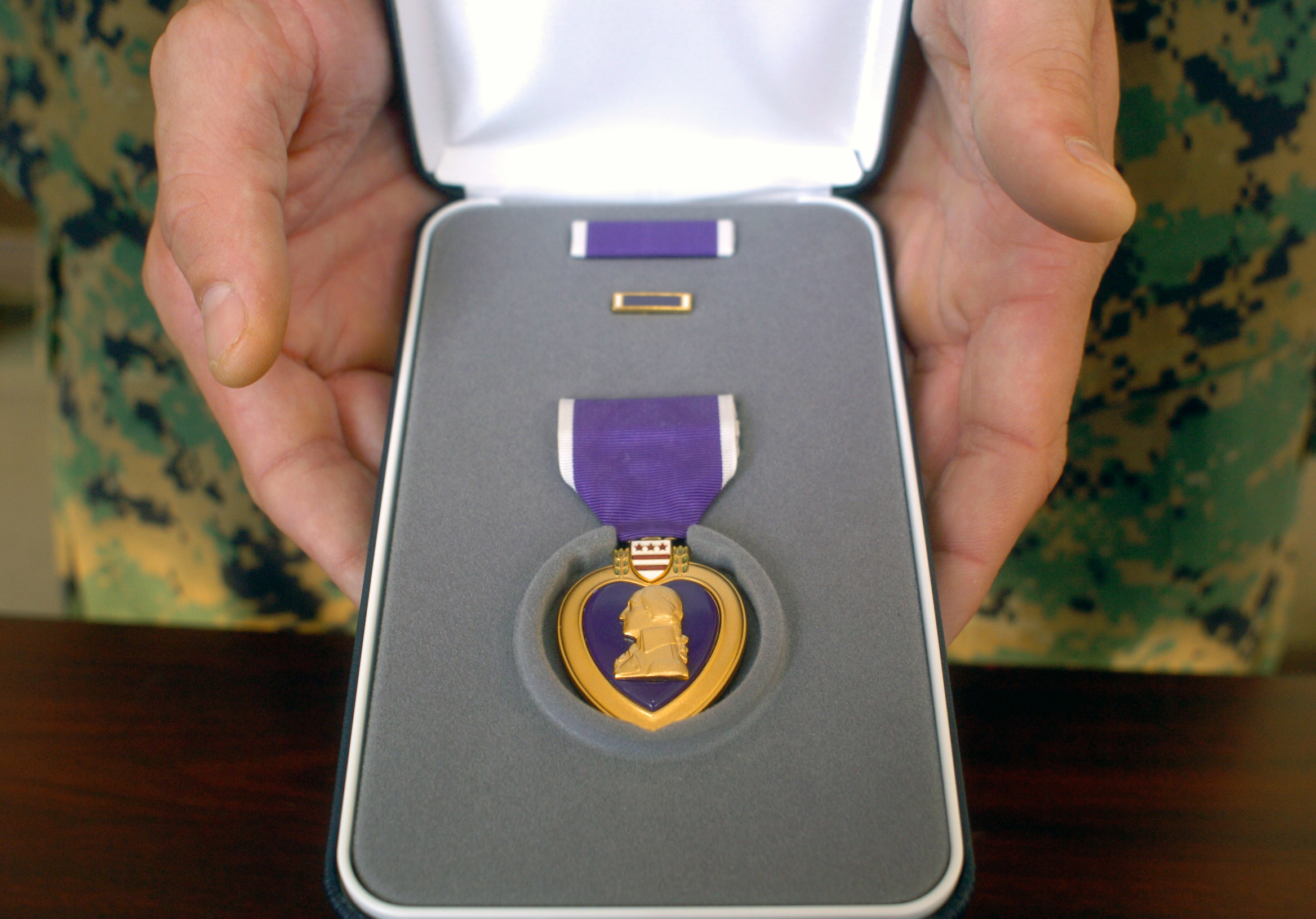
La condecoración del Corazón Púrpura.

La historia del color púrpura —al menos en Occidente— está marcada por el descubrimiento del tinte homónimo, cuyas sustancias precursoras se encuentran en la glándula hipobranquial de varias especies de caracoles marinos. Este tinte ya se conocía en épocas prerromanas; en la región del Mediterráneo hay rastros de su producción al menos desde alrededor del siglo XVIII a. C. en la isla de Creta, mientras que en Asia Menor se conocía desde el siglo XV a. C.
Es necesario destacar que esta industria fue global, ya que históricamente varias culturas en distintos lugares del mundo produjeron tinte púrpura a partir de caracoles de mar.

### Púrpura antigua del Mediterráneo
En toda la cuenca mediterránea se han encontrado antiguos sitios de explotación de caracoles de la púrpura, por lo general bajo la forma de montículos de conchas descartadas, como en Tiro, Sidón, Ugarit, Azoto y Shiqmona; en Tel Qison, localidad que formaba parte de la antigua Judea, y en el puerto de Acre se han hallado también restos de una industria de la púrpura. Los antiguos griegos probablemente aprendieron de los fenicios el arte del teñido con púrpura, mientras que en el Imperio romano la púrpura se producía en las tintorerías imperiales. En la Ilíada de Homero y la Eneida de Virgilio se mencionan ropas teñídas con púrpura de Tiro.
En el libro de Ezequiel (27:7) se menciona a «Elisa» (tal vez Chipre, islas del Mar Egeo o las Canarias) como fuente de těkēlet y ’argāmān, términos bíblicos para el púrpura azulado y el púrpura rojizo, respectivamente.

#### Púrpura de Tiro

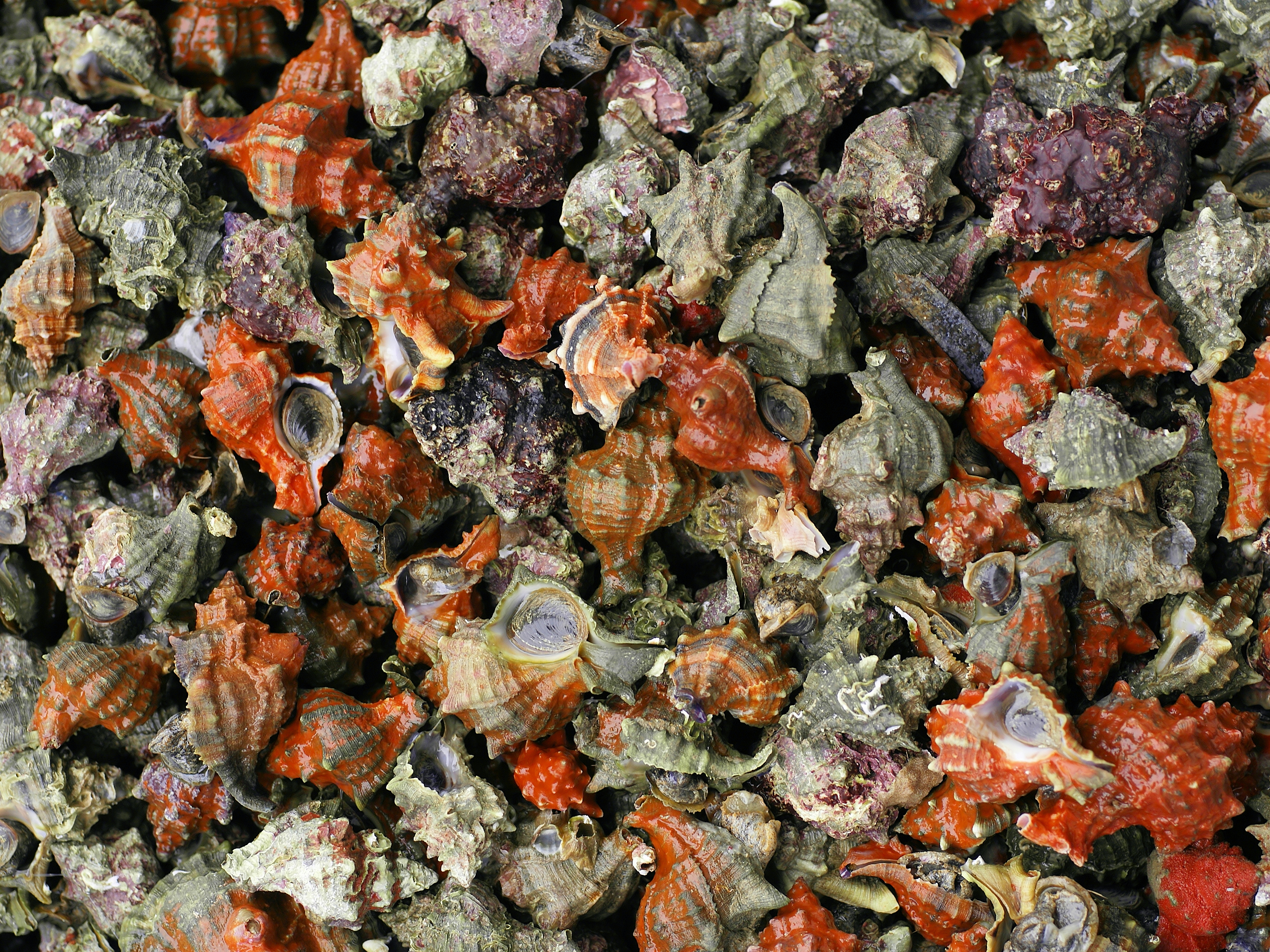
Ejemplares de conchil en un mercado de pescado de La Ametlla de Mar, en Cataluña, España. Esta especie suele capturarse con fines gastronómicos.

En la Antigüedad el tinte púrpura estuvo asociado especialmente a los fenicios, que se dedicaban al comercio de telas teñidas con aquel. El mejor púrpura, y el más puro, era el que se extraía de los caracoles colectados en las costas del Mediterráneo, incluyendo al puerto fenicio de Tiro, de donde el tinte obtuvo su nombre.
El «púrpura de Tiro» o «púrpura tirio» se producía con la tinta de los caracoles murícidos denominados conchil (Hexaplex trunculus) y cañadilla (Murex brandaris), del buccino (Buccinum undatum), Buccinidae) y, ocasionalmente, de Stramonita haemastoma (Rapaninae). El buccino da un color rojo púrpura, mientras que los murícidos producen un color similar al púrpura estándar.

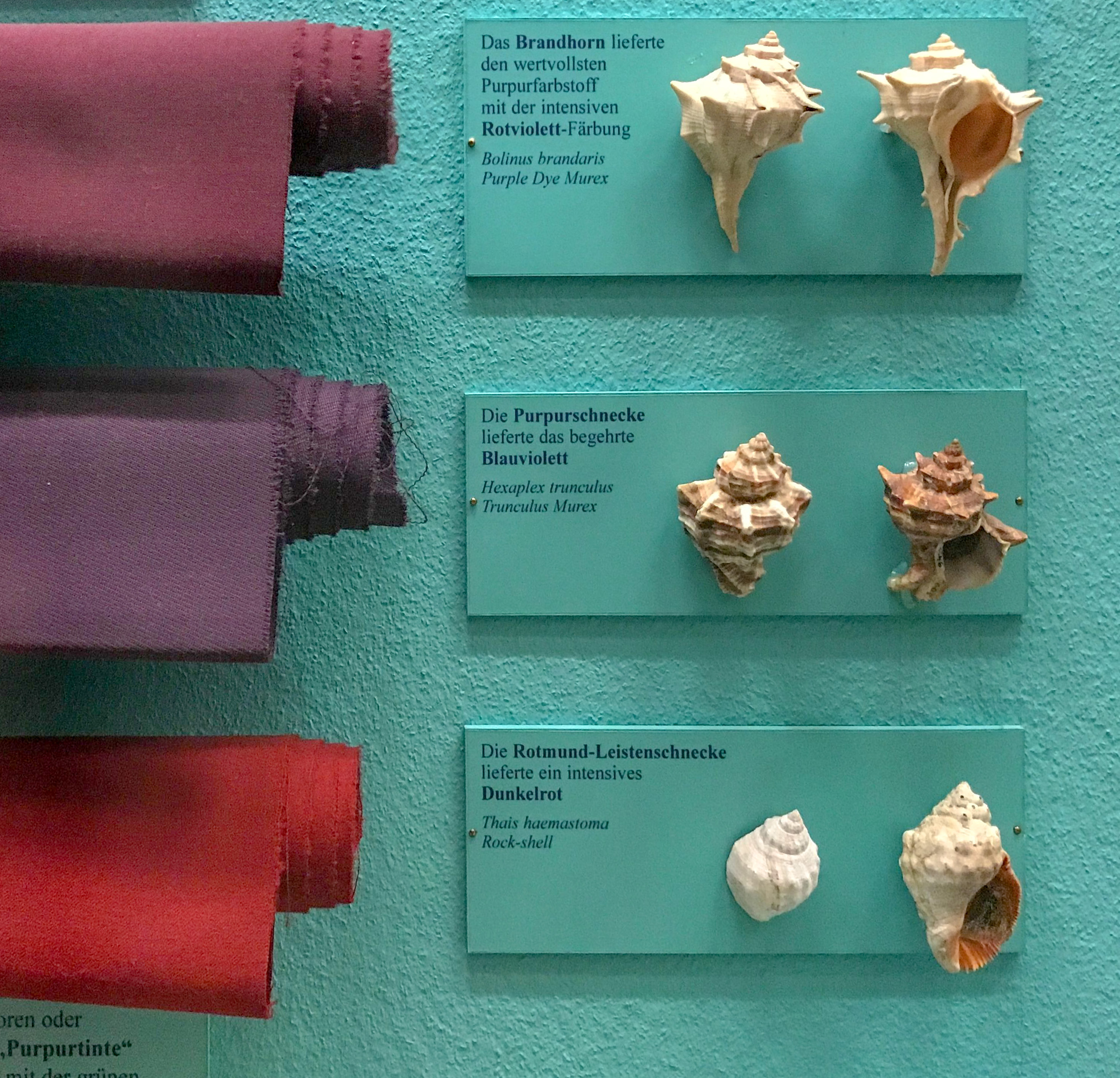
Tejidos teñidos con diferentes especies de caracoles marinos.

En estos moluscos, el fluido precursor del tinte se encuentra en una glándula cercana a su cabeza, y es inicialmente blancuzco. Esta sustancia se extraía rompiendo o prensando los caracoles, y por efecto del aire y de la luz cambiaba de color, pasando a ser amarillo pálida, luego verde, luego azul y finalmente púrpura; el color final del tinte era inalterable ante la luz. Cada molusco no daba más que una gota de tinte, por lo que la obtención de treinta gramos de esta sustancia demandaba la muerte de unos 250 000 caracoles, justificando el elevadísimo precio de los paños teñidos de púrpura. En 1908, el químico austríaco Paul Friedländer, con el fin de obtener algo de tinte púrpura, compró a los vendedores de mariscos de Trieste 12 000 ejemplares de caracoles de la púrpura y obtuvo de ellos solamente 1,4 gramos de tinte, cantidad suficiente para teñir un pañuelo.
Plinio el Viejo, en su obra Naturalis historia (siglo I), relata que para la elaboración de púrpura de Tiro debían emplearse dos especies de caracoles, e indica cuál era el matiz más apreciado:

El uso de tinte de buccino [buccĭnum] por sí solo no se considera adecuado, pues no rinde un color duradero, pero el pelagiano [purpura] lo fija a la perfección, y con su matiz negro le aporta esa severidad y brillo carmesí que está de moda. El color tirio se obtiene empapando la lana en una tinta de extracto de pelagiano crudo y sin calentar, y luego pasándola a uno de buccino.
[...]
...El color tirio es más apreciado cuando tiene el color de la sangre coagulada, oscuro bajo la luz reflejada y brillante bajo la luz transmitida.

Bajo estas líneas se dan, a la izquierda, una muestra del color específico del púrpura de Tiro y, a la derecha, una muestra inespecífica más clara, que permite ver su matiz.
|            | Púrpura de Tiro     | Púrpura de Tiro claro |
| HTML       | #360029             | #4E0041               |
| CMYK       | (50, 100, 0, 80)    | (50, 100, 0, 60)      |
| RGB        | (54, 0, 41)         | (78, 0, 65)           |
| HSV        | (314°, 100 %, 21 %) | (310°, 100 %, 31 %)   |
| Referencia |                     |                       |

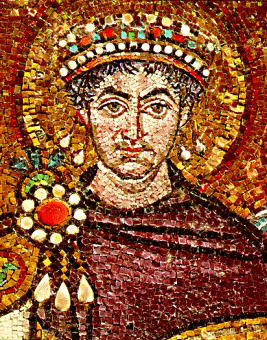
El emperador bizantino Justiniano I vistiendo una capa teñida de púrpura de Tiro, en un mosaico de la iglesia de San Vital, en Rávena.

La púrpura no solo era prohibitiva debido a su precio, sino que a veces su uso estaba restringido por ley. En la Roma republicana los generales podían llevar túnicas completamente teñidas de púrpura, pero a los senadores, cónsules, pretores y otros personajes de menor rango solo se les permitía lucir franjas de púrpura en el borde de sus togas, tanto más angostas cuanto menor el rango. En la Roma imperial las restricciones sobre el uso de la púrpura se incrementaron, y hacia el siglo IV solamente el emperador podía usar púrpura, estando penado el uso de este color por cualquier otro romano, aunque se debiese a un tinte de imitación y no al púrpura auténtico.
En los mosaicos de la iglesia bizantina de San Vital de Rávena, que datan del siglo VI, puede apreciarse una relación jerárquica similar entre el uso de vestiduras de púrpura y el rango de las figuras retratadas: Jesús, el emperador Justiniano y la emperatriz Teodora aparecen vestidos completamente de púrpura, mientras que los personajes menores lucen superficies bastante más pequeñas de este color en sus ropajes.
La técnica de elaboración del tinte púrpura se perdió para Occidente tras la toma de Constantinopla por los turcos en 1453, y permaneció desconocida hasta mediados del siglo XIX.

##### Uso pictórico
Aunque el púrpura de Tiro se usó principalmente para el teñido de telas, Vitruvio recomendaba que en caso de usar el púrpura de Tiro —al que llamaba ostrum— para pintar, se le mezclara con miel, a fin de evitar que se secara demasiado pronto. Por otra parte, Plinio describió un procedimiento para preparar una laca púrpura de uso pictórico, que consistía en empapar paños teñidos de púrpura en una solución de agua con tiza.
Actualmente el púrpura de Tiro se comercializa como pigmento para uso artístico, aunque su precio sigue siendo elevado. A mediados de 2012, la firma Kremer Pigmente ofrecía 25 mg de púrpura de Tiro auténtico a alrededor de 130 dólares estadounidenses o 70 euros.

### Otros púrpuras naturales europeos

#### Tintes

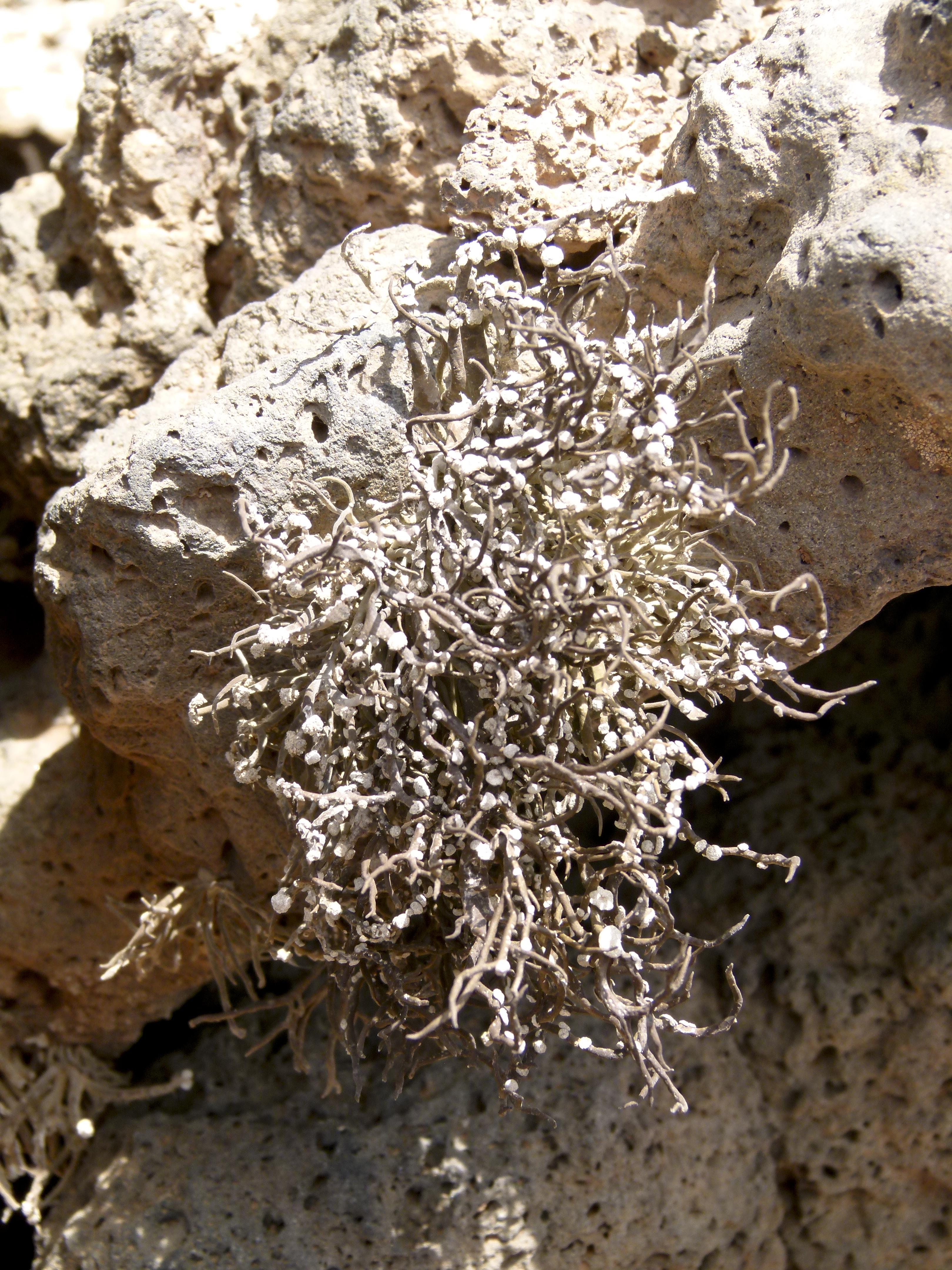
Mata del liquen tintóreo Roccella phycopsis creciendo sobre una roca en la isla de Fuerteventura, Canarias.

Antes de la proliferación de los colorantes sintéticos a mediados del siglo XIX, en Europa se conocieron varias fórmulas para obtener tintes purpúreos. Los colores morados o violáceos podían lograrse combinando un tinte azul con uno rojo (por ejemplo, glasto para el azul y rubia para el rojo), o con colorantes naturales derivados de plantas, hongos y líquenes. El llamado papiro de Estocolmo, texto griego que se remonta al siglo III, contiene la receta más antigua que se conoce para elaborar tinte púrpura de imitación. Además, es posible que el tinte de caracoles marinos se haya utilizado fuera de la región mediterránea, tanto para teñir telas como para pintar manuscritos iluminados; la especie empleada habría sido Nucella lapillus.

##### Orchilla y otros tintes de líquenes
Los fenicios no solo comerciaron con tintes purpúreos derivados de moluscos, sino que los obtuvieron también de líquenes, como los llamados orcela u orchilla, denominación que abarca a varias especies del género Roccella. En las islas Púrpuras, frente a Esauira (Marruecos), se hallaron restos de una factoría que perteneció al rey Juba II y que alrededor del siglo I a. C. producía púrpura de moluscos, orchilla y orceína. Fue Plinio quien llamó «Purpurarias» a estas islas en razón de su producción; también se conocieron por su denominación portuguesa, Mogador.
Tradicionalmente, el primer paso para producir tinte de estos líquenes consiste en cosechar sus talos directamente de las rocas donde crecen y preparar una pasta tintórea, la orchilla u «orchilla de Mogador». El historiador, botánico y poeta canario José de Viera y Clavijo (1731–1813) da una descripción pormenorizada del procedimiento utilizado en Canarias, comenzando con los líquenes ya cosechados:

Redúcese esta preciosa yerba a pasta, moliéndola, cirniéndola y colocándola en un vasijo de vidrio donde se humedece con orina ya corrompida, a la que se añade un poco de cal apagada. Revuélvese cada dos horas y se tiene cuidado de cubrir siempre la vasija con alguna tapa. Esta operación de humedecerla, ponerle cal y revolverla se practica durante tres días consecutivos, al cabo de los cuales ya empieza a tomar la pasta algún colorcito purpúreo, hasta que a los ocho se pone de un rojo violado, que se va avivando por grados y sirve para tintes... El color natural que comunica la orchilla es de flor de lino, tirando a violada; pero si se tiñe antes la misma estofa de un azul más o menos claro sacará un color como de flor de romero, de pensamiento o de amaranto. Preparada la estofa con zumo de limón, recibe de la orchilla un hermoso color azul.

La explotación de los líquenes de las islas Canarias y el comercio de los tintes que producían constituyó una provechosa actividad, que estuvo a cargo de España y duró unos 450 años, desde mediados del siglo XV hasta principios del siglo XX, aunque ya había declinado durante el siglo XIX debido a la recolección abusiva de la orchilla y a la competencia de los colorantes sintéticos industriales.
Hirviendo la orchilla de Mogador en agua se podía aislar de ella un colorante, la orceína, cuyo principio químico es la orcina u orcinol, un difenol que se encuentra en los líquenes y que por sí solo se ha usado tradicionalmente para colorear papeles pintados. La presentación tradicional de la orceína era en forma de polvo, y con ella se lograban colores rojo púrpuras, rojo purpúreos y púrpura rojizos.
La orceína se usó desde la antigüedad cretense, fenicia, griega y romana, y los tintoreros tradicionales la emplearon para teñir lana y seda. Durante el siglo XIII, la familia de tintoreros Oricelli preparaba y vendía en Florencia un tinte rojo purpúreo derivado de la orceína, el oricello. Además, con la orceína del «liquen de Canarias» (Roccella phycopsis [= Roccella tinctoria]) se elaboró un tinte azul purpúreo muy oscuro denominado orcela u orcella.
Debajo se muestran las coloraciones específicas de la orceína y de la orcela.
|            | Orceína             | Orcela             |
| HTML       | #C20073             | #25206F            |
| CMYK       | (10, 100, 0, 10)    | (100, 100, 0, 20)  |
| RGB        | (194, 0, 115)       | (37, 32, 111)      |
| HSV        | (324°, 100 %, 76 %) | (244°, 71 %, 44 %) |
| Referencia |                     |                    |

En 1766, el Dr. Cuthbert Gordon patentó en Escocia un procedimiento similar al usado tradicionalmente en la obtención de la orchilla, para extraer tinte del liquen septentrional Ochrolechia tartarea. El material resultante, llamado en inglés cudbear, se almacenaba en forma de pequeños bollos y podía usarse para teñir textiles o como pigmento. Los colores proporcionados por esta sustancia iban del rojo al rosa, pasando por el magenta, hasta el púrpura.
De varias especies de líquenes se extrae también la sustancia denominada tornasol, que vira a rojiza o a violácea en contacto con compuestos ácidos o alcalinos, y que consecuentemente se ha usado como indicador de pH.

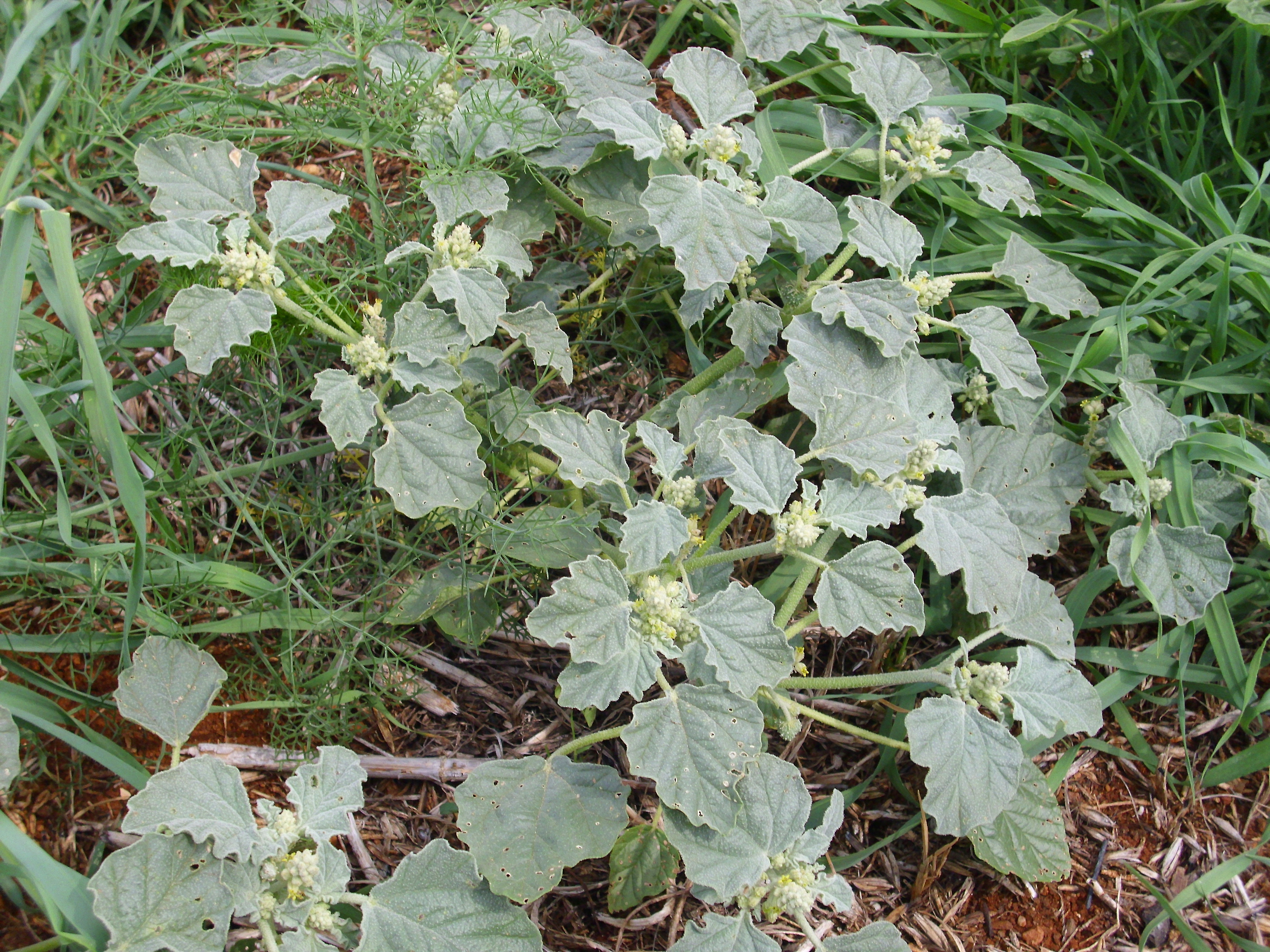
La planta euforbiácea Chrozophora tinctoria, de donde se extraía un colorante púrpura.

#### Colores para pintura artística
Con respecto a los colores y pigmentos para pintura artística y otros usos decorativos, Philip Ball, en su libro La invención del color, menciona el uso del tinte rojo purpúreo de buccino de las costas de Francia o de Inglaterra para teñir pergaminos, y agrega que la mayoría de los pigmentos púrpuras o violáceos usados en la Edad Media para pintura sobre panel se hacían mezclando un azul —como el de la azurita, por ejemplo— con una laca roja.
En la Italia del siglo XIV era muy apreciado un colorante llamado folium, elaborado con extractos de la planta llamada antiguamente morella, maurelle o torna ad solem, hoy identificada con la especie Chrozophora tinctoria. Este colorante, al igual que otros de origen vegetal, vira de color según la acidez del medio, por lo que podía prepararse para que fuese rojo, púrpura o azul; al ser transparente, era particularmente adecuado para colorear manuscritos.
También se recurrió con fines pictóricos al tinte purpúreo extraído del liquen Roccella phycopsis.

### Púrpura de América
En el continente americano se utilizó tinte púrpura de moluscos desde épocas precolombinas. En 1990 se detectaron rastros de tinte del «caracol púrpura» (Plicopurpura pansa) en textiles de la cultura Paracas (900 a. C. al 200 a. C.), y de la cultura Nazca (200 a. C. al 600 d. C.), que se desarrollaron en lo que hoy es Perú.
En cuanto a los testimonios históricos, diversos cronistas (Antoine de Jussieu, Thomas Gage, Antonio de Ulloa) mencionan que alrededor de 1700, tanto en la costa de Guayaquil (Ecuador) como de Guatemala, y en las cercanías de Panamá, se elaboraba de manera regular un tinte púrpura obtenido de una especie de caracol marino con miras al teñido de telas de algodón; hacia 1850 se documentó esta práctica también en la costa occidental de Nicaragua. Gonzalo Fernández de Oviedo ya había asentado, hacia 1515, una costumbre similar por parte de los nativos de la península de Nicoya, en Costa Rica. Ulloa refería que la secreción del caracol, al ser extraída, pasaba de un color lechoso al verde, y de este a un púrpura inalterable.
Actualmente esta tradición se conserva en contados lugares, como por ejemplo en el estado mexicano de Oaxaca, donde los tintoreros mixtecos se sirven de la secreción de Plicopurpura pansa para teñir hilados de algodón. Mientras que en otras partes del mundo el tinte se extraía a costa de la vida de los caracoles, en este caso los artesanos les extraen la sustancia precursora del tinte sin dañarlos; además seleccionan los caracoles a «ordeñar» por talla, evitan molestarlos durante su época de reproducción y rotan los bancos de explotación, técnica que parece coincidir con la referida por Fernández de Oviedo para Costa Rica.
A pesar del aprovechamiento sustentable de los caracoles, tanto esta tradición mixteca como los caracoles púrpura de la región se encuentran amenazados de desaparición por diversos factores socioambientales.

### Púrpuras de Extremo Oriente

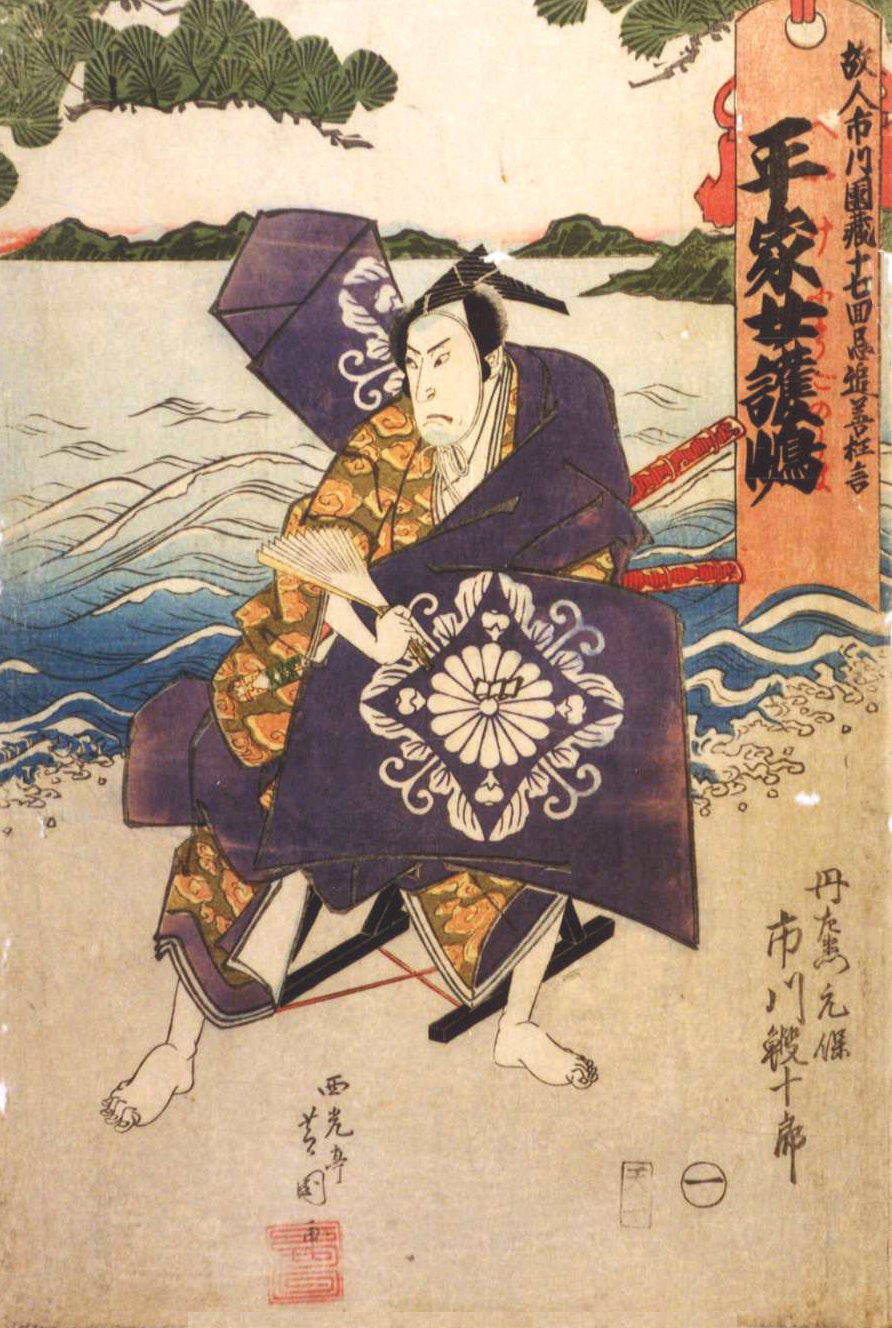
El actor Ebijūrō Ichikawa I representando al enviado imperial Tanzaemon Motoyasu en una adaptación teatral del Cantar de Heike, en 1824. (Ukiyo-e de Shibakuni Saikōtei).

Alrededor del siglo VII, los valores morales tradicionales de Extremo Oriente estaban organizados en un sistema jerárquico, siendo el más importante de ellos la «moralidad» o «virtud», que se asociaba con el color púrpura.

#### Japón
En Japón, la denominación del color púrpura —紫, murasaki— es también la de la planta boraginácea Lithospermum erythrorhizon, la fuente del tinte púrpura tradicional más apreciado de esa nación: el shikon (紫根), que se elaboraba con sus raíces y que también recibía la denominación murasaki. La disponibilidad de este tinte era escasa debido a que cada planta rendía una cantidad pequeña y a que su cultivo no era sencillo. En el Japón antiguo se extraía asimismo un tinte púrpura del brasilere (Caesalpinia sappan), al que se llamaba «púrpura falso» (偽紫, nise–murasaki) para distinguirlo del tinte de Lithospermum, que gozaba de mayor prestigio.
Ya en el Nihonshoki, el libro más antiguo de Japón, que data del año 720, se menciona al color púrpura asociado a la nobleza y la elegancia. Las prendas púrpuras eran tenidas en gran estima y denotaban riqueza y alto nivel social en quien las portaba.
El desarrollo de diferentes tintes a lo largo del tiempo llevaron a que el púrpura tradicional japonés se clasificara en dos variedades: asa–murasaki (púrpura claro) y fuka–murasaki (púrpura oscuro). Este último —también llamado hon–murasaki (púrpura primario u original)— estaba reservado para la corte imperial y los monjes; para la gente común este color y sus matices asociados eran kin–jiki, «colores prohibidos». Seiki Nagasaki, autor de libros sobre los colores tradicionales japoneses, describe al fuka–murasaki «ejemplar», o más apreciado. Abajo se compara con el murasaki y con colores similares como el purpúreo (púrpura agrisado) y el morado (púrpura oscuro):
| Nombre        | Muestra | Cod. Hex. | RGB | RGB | RGB | HSV  | HSV | HSV |
| ------------- | ------- | --------- | --- | --- | --- | ---- | --- | --- |
| Murasaki      |         | #AC5CB5   | 172 | 92  | 181 | 294° | 49% | 71% |
| Fuka-murasaki |         | #563970   | 86  | 57  | 112 | 272° | 49% | 44% |
| Purpúreo      |         | #9A4EAE   | 154 | 78  | 174 | 288° | 55% | 68% |
| Morado        |         | #4A2364   | 74  | 35  | 100 | 276° | 65% | 39% |

En cuanto a los pigmentos púrpuras tradicionales (顔料, ganryou), solían prepararse mezclando rojo con azul. Por ejemplo, en el período Heian (siglos VIII a XII) se combinaba pigmento bermellón con índigo para obtener púrpura.

#### China
En China, el color púrpura (紫; pinyin: zi) fue inicialmente poco estimado. En tiempos de las dinastías más antiguas, los colores que se asociaban a los cinco elementos tradicionales (azul, rojo, amarillo, blanco y negro) eran considerados sagrados y formaban parte del atuendo ceremonial de las clases dominantes, sirviendo como indicadores de rango. En este contexto el púrpura era un color secundario y profano, producto de la mezcla de azul con rojo.
Sin embargo, a partir del período de las Primaveras y Otoños (722 a. C. a 481 a. C.) el púrpura comenzó a ganar espacio entre la nobleza china, siendo usado primero por los oficiales de la corte, luego reservado a los oficiales de alto rango y finalmente, a partir de 1391, prohibido para todos los súbditos y nobles, excepto la realeza. Entretanto, durante la dinastía Tang (618–907) se había adoptado el taoísmo, sistema filosófico y religioso en el que el púrpura simbolizaba nobleza. En los escritos taoístas, los inmortales vestían de púrpura.
El púrpura quedó, entonces, fuertemente asociado con el emperador. Este, en cuanto Hijo del Cielo, era el representante terrenal del Emperador Celestial, cuya residencia se creía que estaba en el punto más alto del cielo, donde se encuentra Polaris, la estrella polar. Esta era la «Estrella Púrpura», también llamada «Gran Regente Imperial de los Cielos» y «Trono del Emperador». La región del firmamento que rodea a la estrella polar era el «Recinto Púrpura Sutil» o «Palacio Púrpura», donde vivían el Emperador Celestial y su corte, esta última representada por las estrellas circumpolares, que giran alrededor de la aparentemente fija Polaris. La morada del emperador terrestre, la Ciudad Prohibida, se consideraba análoga al palacio celestial que regía el orden de los cielos, lo que explica que en chino se le llame «Ciudad Púrpura Prohibida» (紫禁城; pinyin: zǐ jìn chéng).

##### El «púrpura Han»
En idioma inglés, recibe el nombre de «púrpura Han» (Han purple) o «púrpura chino» (Chinese purple) un pigmento sintético compuesto de silicato de cobre–bario, cuya fórmula química es BaCuSi2O6. En las muestras antiguas no es púrpura sino violeta, pero las recreaciones modernas de este compuesto indican que según la cantidad de óxido de cobre (I) que se introduzca en su preparación, su color final puede variar entre el azul y el púrpura rojizo.
Este pigmento se halló en antiguos objetos pintados y cerámicas vidriadas de las dinastías chinas Zhou Oriental (800–221 a. C.), Qin (221–207 a. C.) y Han (206 a. C.–220 d. C.), aunque se cree que su uso podría remontarse al año 900 o 1000 a. C. aproximadamente. Sin ser particularmente estable, el púrpura Han requería sin embargo de sofisticados conocimientos de química y mineralogía para su preparación. El ejército de terracota encontrado en la tumba del emperador Qin Shi Huang está parcialmente pintado con este pigmento.
Actualmente, el compuesto BaCuSi2O6 se emplea en la manufactura de materiales superconductores, siendo objeto de intensa investigación.

### La «década malva» y el declive de los tintes púrpuras naturales

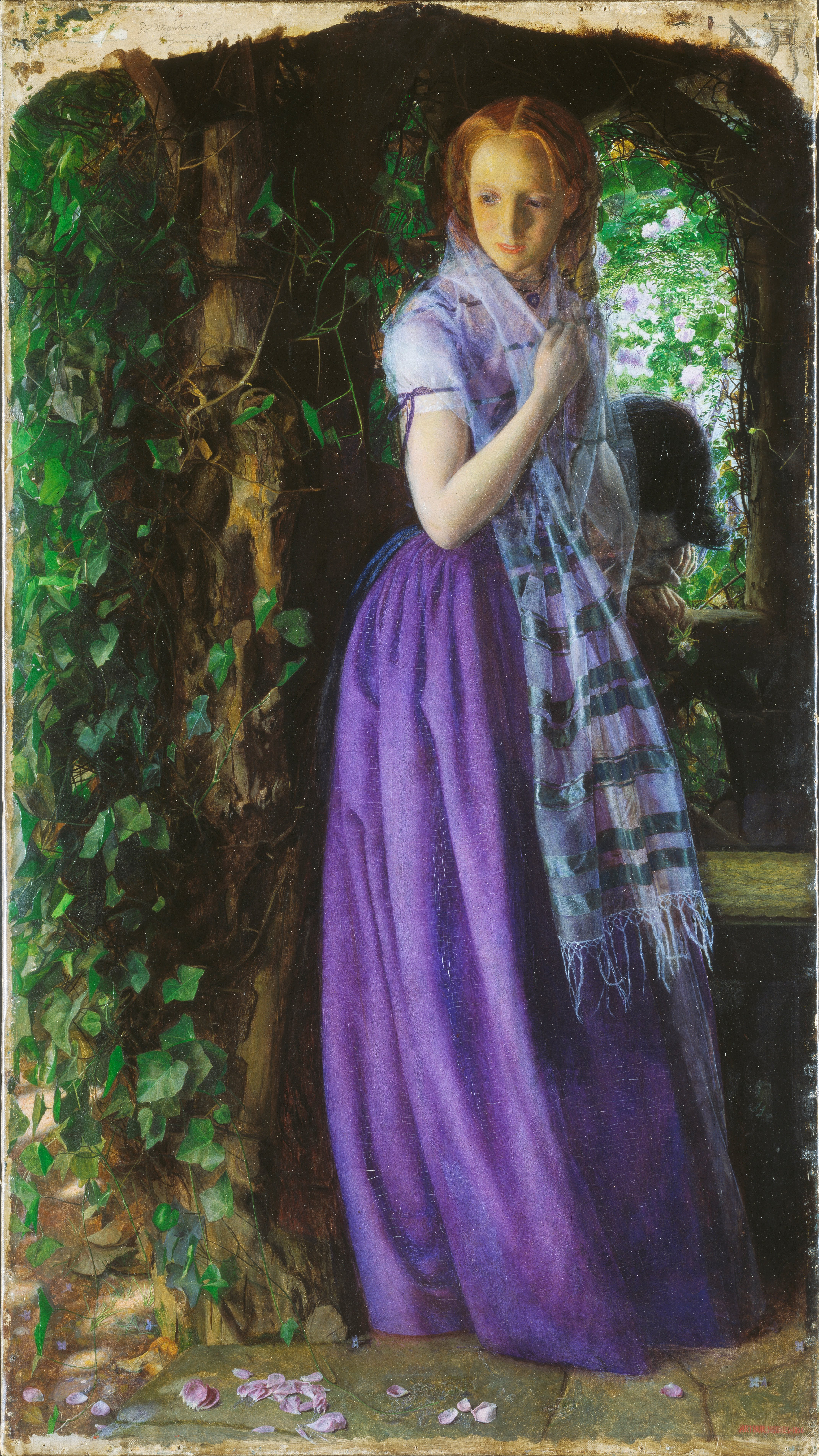
Amor de abril, óleo de Arthur Hughes que data de alrededor de 1855, durante la «década malva».

Se ha llamado «década malva» al período que, en la cultura occidental, va desde fines de la década de 1850 hasta principios de los años 1860, debido a la gran popularidad y demanda que experimentaron en ese tiempo los textiles de colores purpúreos.

#### Murexida y púrpura francés
Los últimos tintes púrpuras no derivados del alquitrán que tuvieron un uso masivo en Occidente fueron la murexida y el púrpura francés.
La murexida, que se fabricó desde 1835, era un tinte sintético que dependía de la recolección de un recurso de origen animal: se elaboraba con ácido úrico derivado del guano que se excavaba en las costas de Perú. Fue promocionado en Europa comparándosele con el púrpura tirio, llegándose a afirmar falsamente que tenía la misma composición que aquel.
El púrpura francés —llamado mauve (‘malva’) por los franceses— era un tinte natural derivado de líquenes que daba un color intenso, no precisando mordentado sobre lana y seda; hacia fines de los años 1850 de descubrió la manera de mordentarlo para que pudiese teñir algodón.

#### Púrpura de Perkin

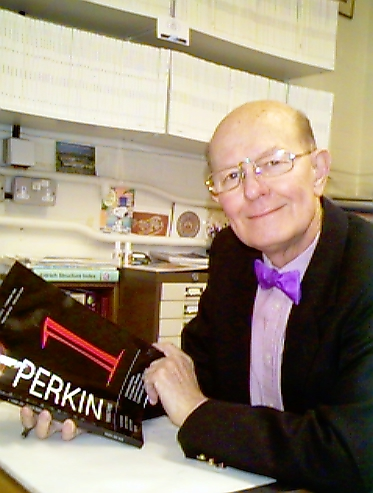
Químico Charles Rees luciendo un corbatín de púrpura de Perkin.

Hacia 1845, las investigaciones realizadas sobre el alquitrán de hulla comenzaron a sugerir su gran potencial para producir derivados con propiedades colorantes. El primero de estos en usarse en gran escala fue el ácido pícrico, que teñía de amarillo, aunque era poco resistente a la luz.
En 1856, el joven William Henry Perkin, estudiante del químico August Wilhelm Hofmann, intentaba sintetizar quinina a partir de derivados del alquitrán de hulla, cuando descubrió en forma accidental un colorante púrpura-malva. Al ensayar la oxidación de la anilina, obtuvo un precipitado negruzco que se disolvió parcialmente en alcohol. La sustancia daba un color púrpura que resultó ser un tinte estable y resistente a la luz. Perkin decidió encontrar la manera de industrializarlo. Una vez salvadas las dificultades iniciales, el tinte pudo producirse a gran escala, siendo ya muy solicitado para 1857 y desplazando en poco tiempo al muréxido y al púrpura francés.
Actualmente conocemos a este colorante como púrpura de Perkin, malveína, mauveína, malva o anilina morada, y en su tiempo fue patentado como púrpura de anilina (nomenclatura: 3-amino-2,9-dimetil-5-fenil-7-(p-tolilamino) acetato de fenazina).
|            | Púrpura de Perkin  | Malveína           |
| HTML       | #9F68A6            | #F279F2            |
| CMYK       | 42, 65, 0, 0       | 0, 50, 0, 5        |
| RGB        | (159, 104, 166)    | (242, 121, 242)    |
| HSV        | (293°, 37 %, 65 %) | (300°, 50 %, 95 %) |
| Referencia |                    | [ 50 ]             |

El descubrimiento del púrpura de Perkin constituyó el puntapié inicial de una serie de investigaciones relacionadas con los colorantes derivados del alquitrán, a los que pronto se agregarían otros colores. Una vez establecida la producción de estos tintes a nivel industrial, fueron universalmente adoptados, y los antiguos tintes naturales cayeron gradualmente en desuso.

### Mitología y religión

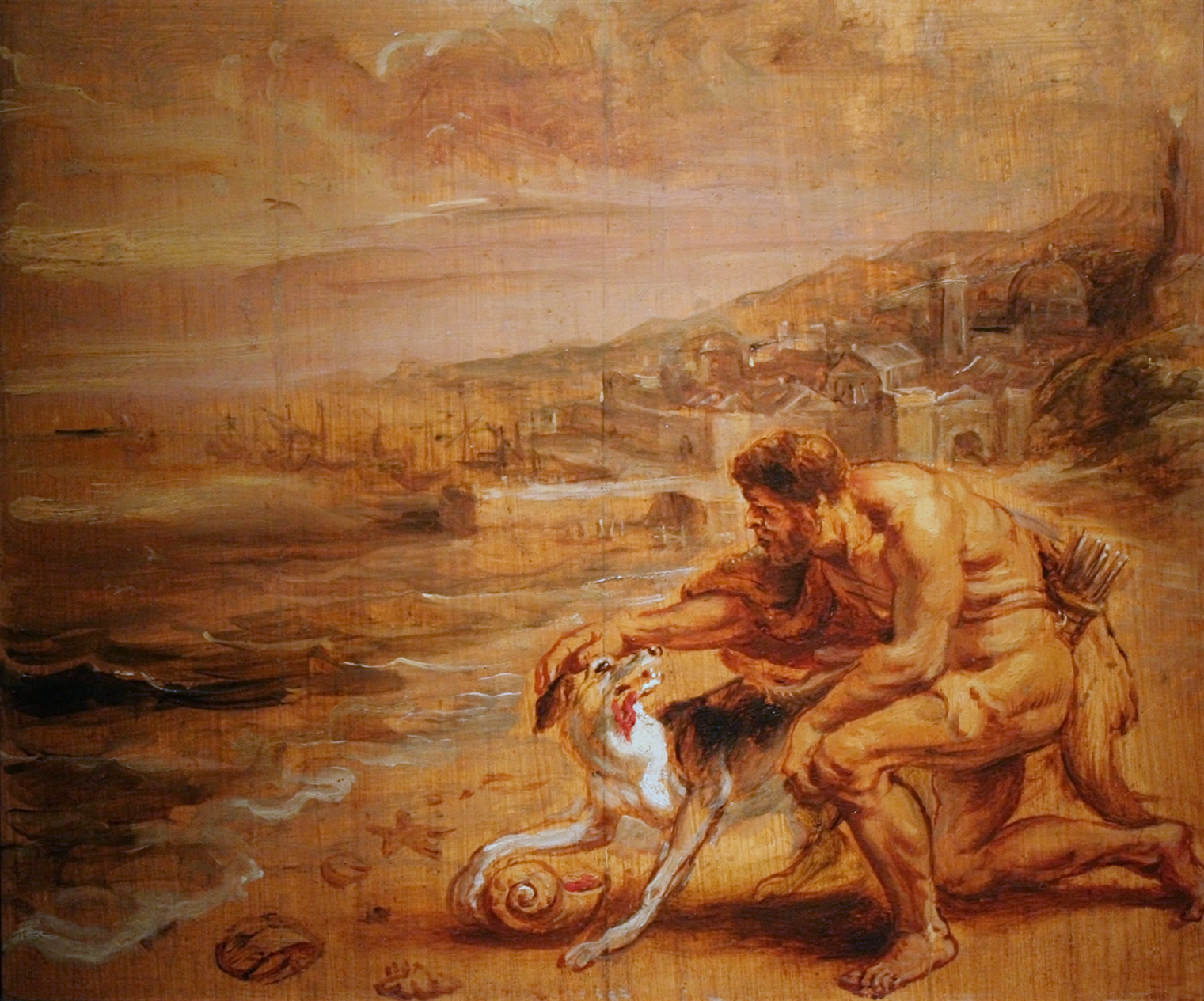
Hércules y el descubrimiento del secreto de la púrpura, óleo de Rubens (c. 1636).
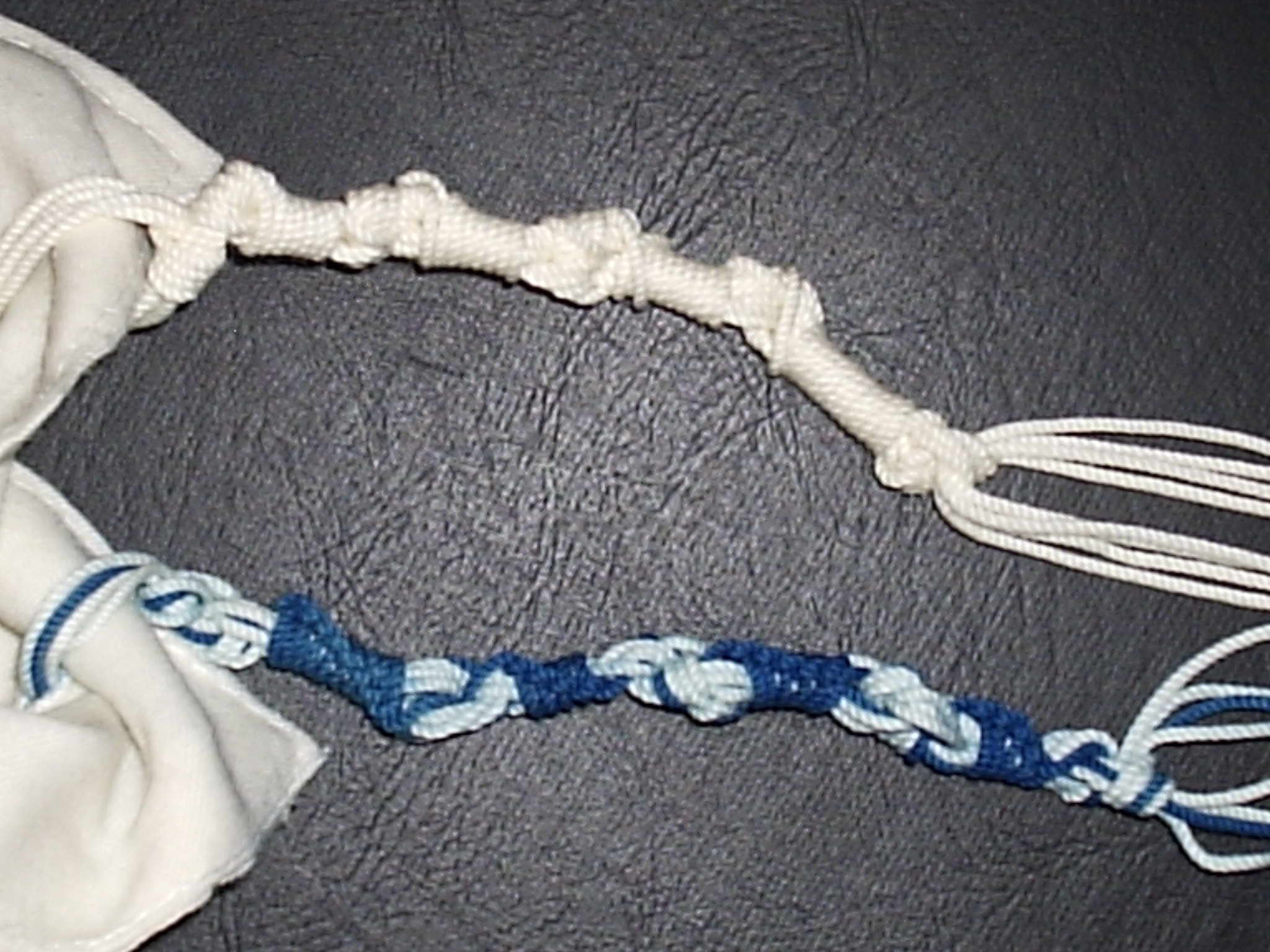
Dos tzitzit, uno blanco y otro con hebras azules.
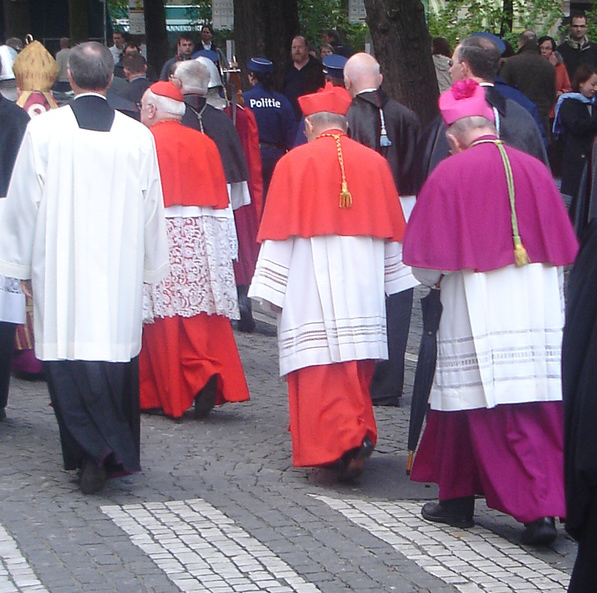
Dos cardenales y un obispo católicos.

### Heráldica y vexilología

Escudo del antiguo Reino de León.
Bandera de Adjuntas (Puerto Rico).
Bandera de la Prefectura de Tokio (Japón).

## Púrpura en la naturaleza

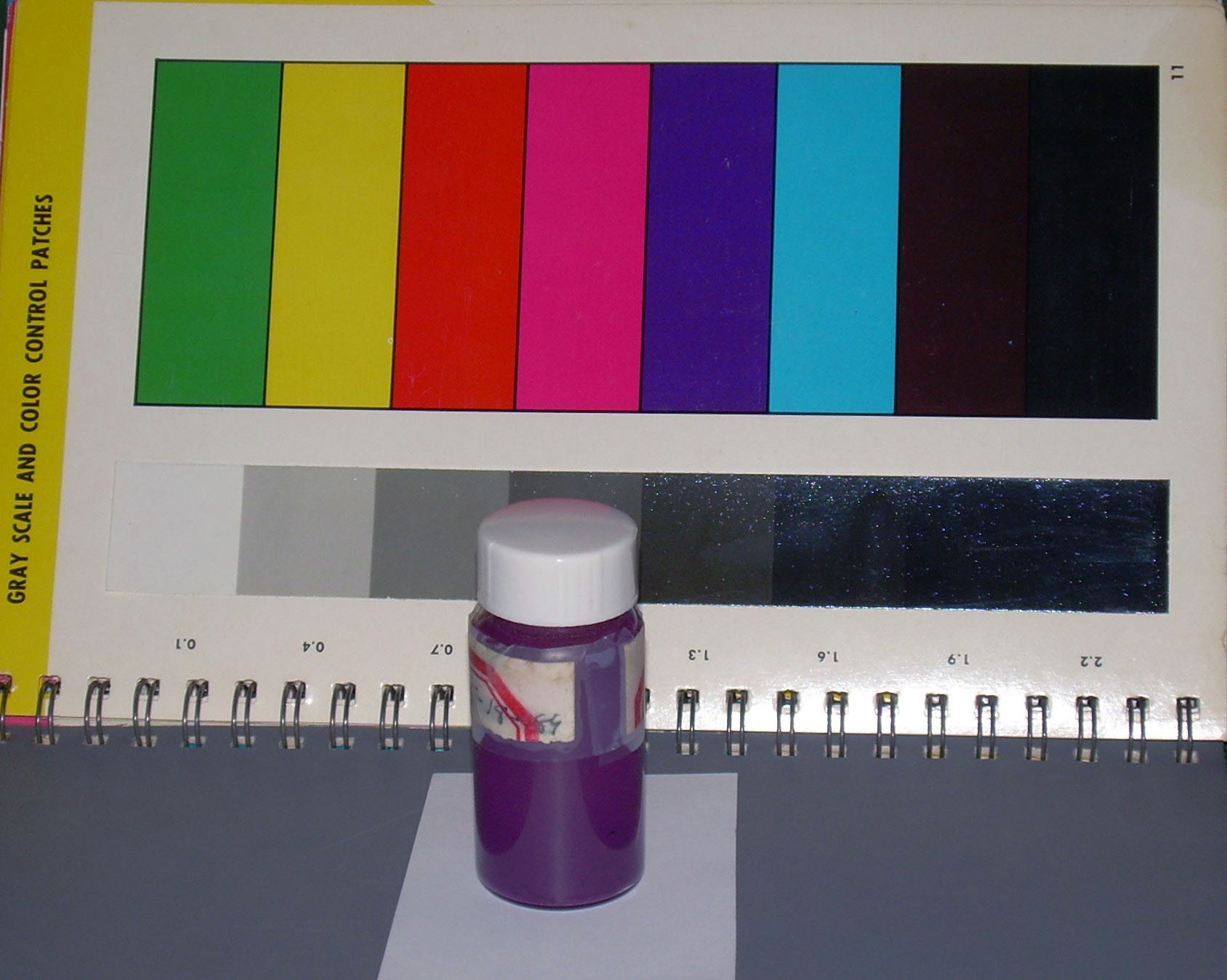
6,6’–dibromoíndigo frente a una escala de colores.
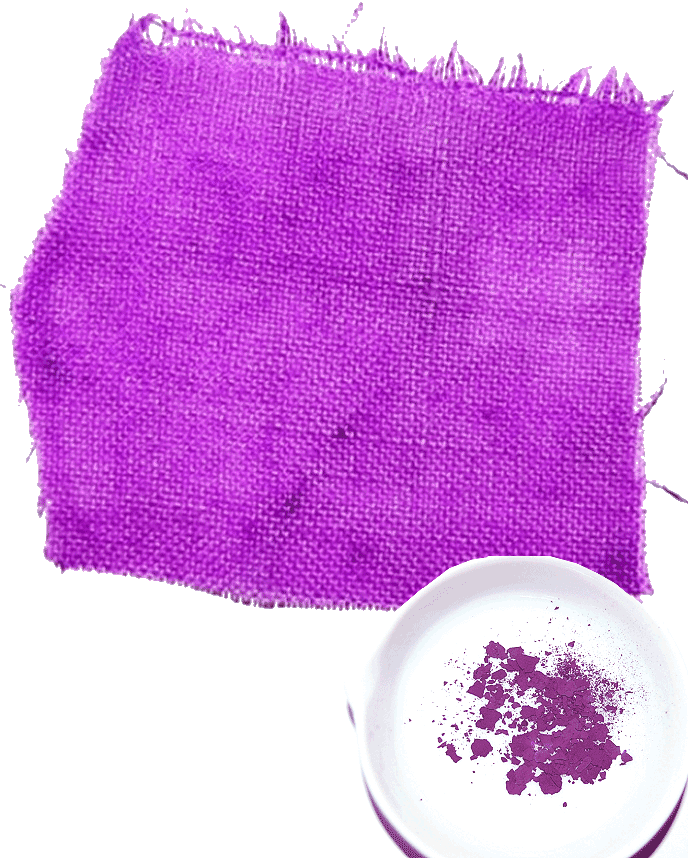
Tinción con púrpura de caracol (dibromoíndigo)
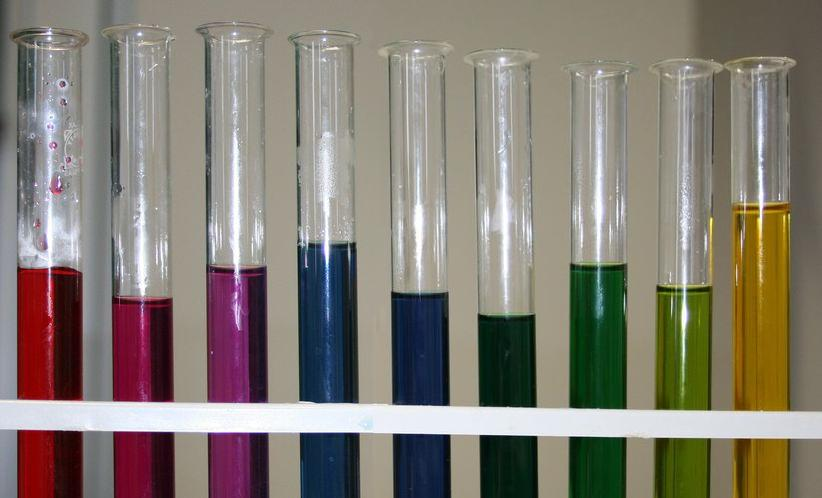
Jugo de col utilizado como indicador de pH: el púrpura indica pH neutro.
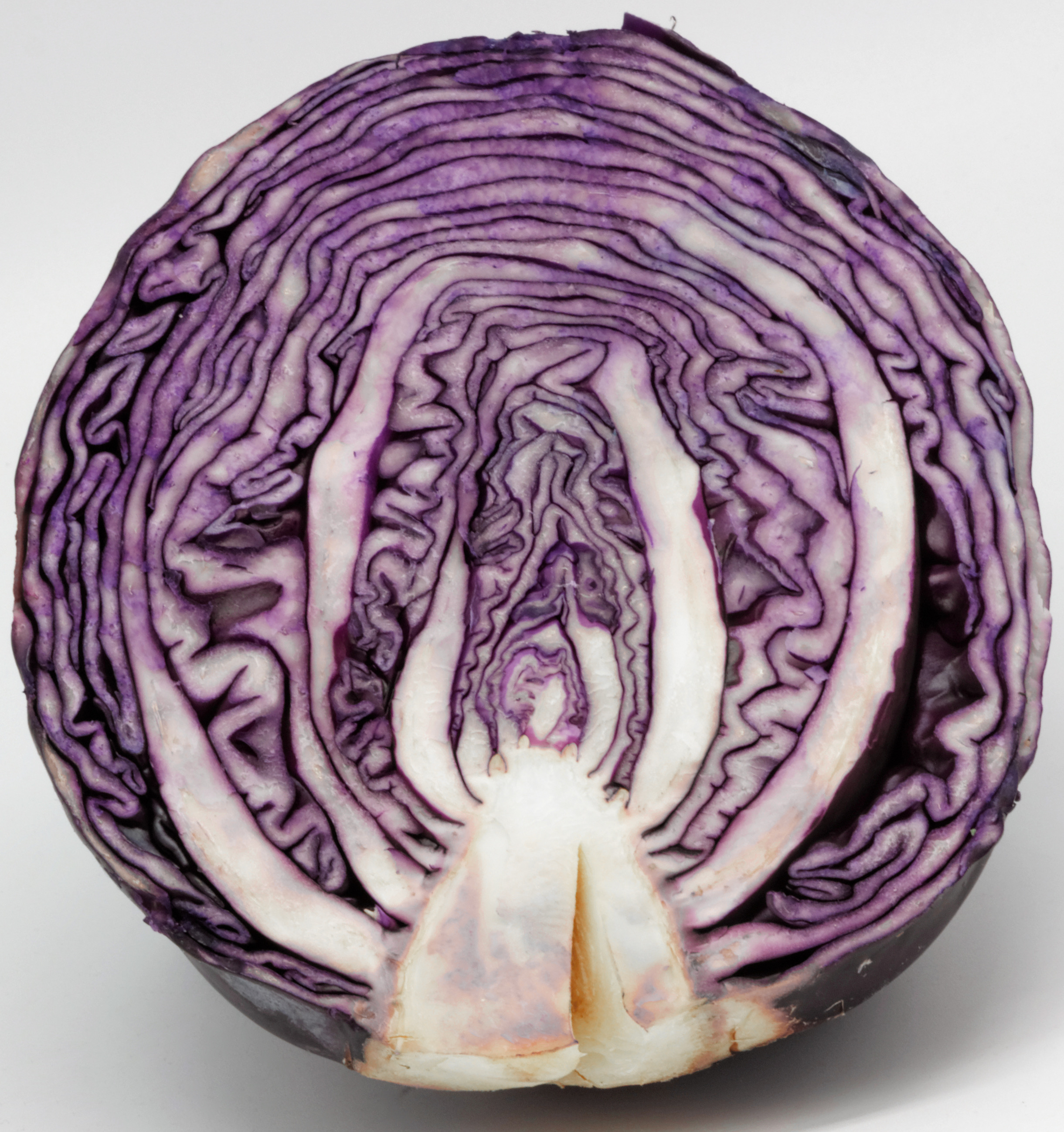
La coloración púrpura característica de la col lombarda.
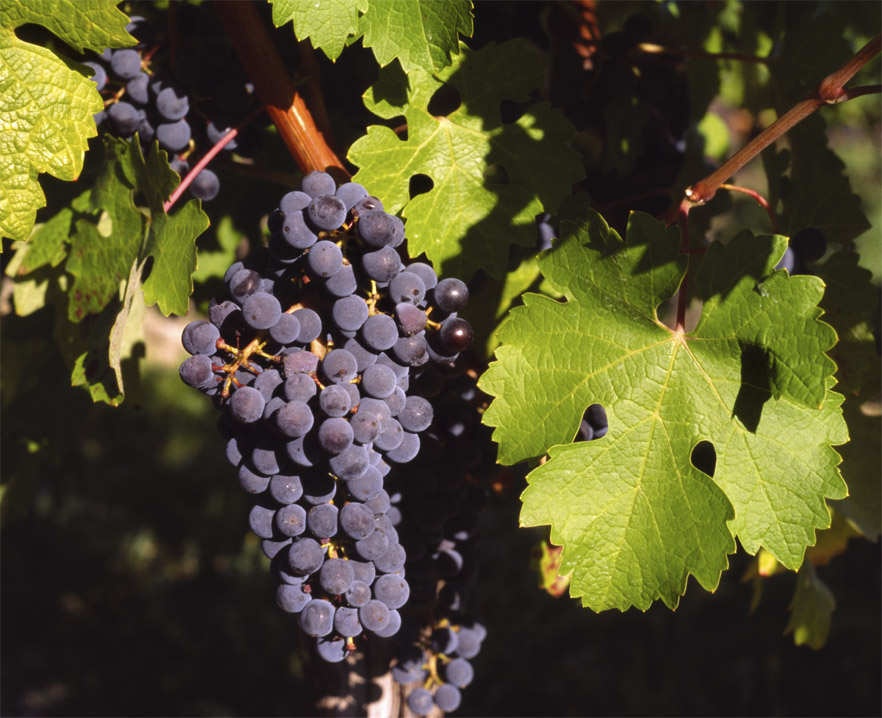
Uvas Cabernet Sauvignon
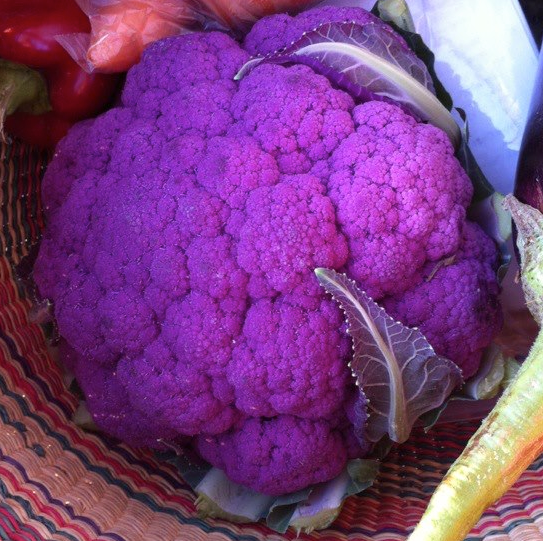
El color de esta coliflor y otros vegetales se produce por pigmentos antocianinas.
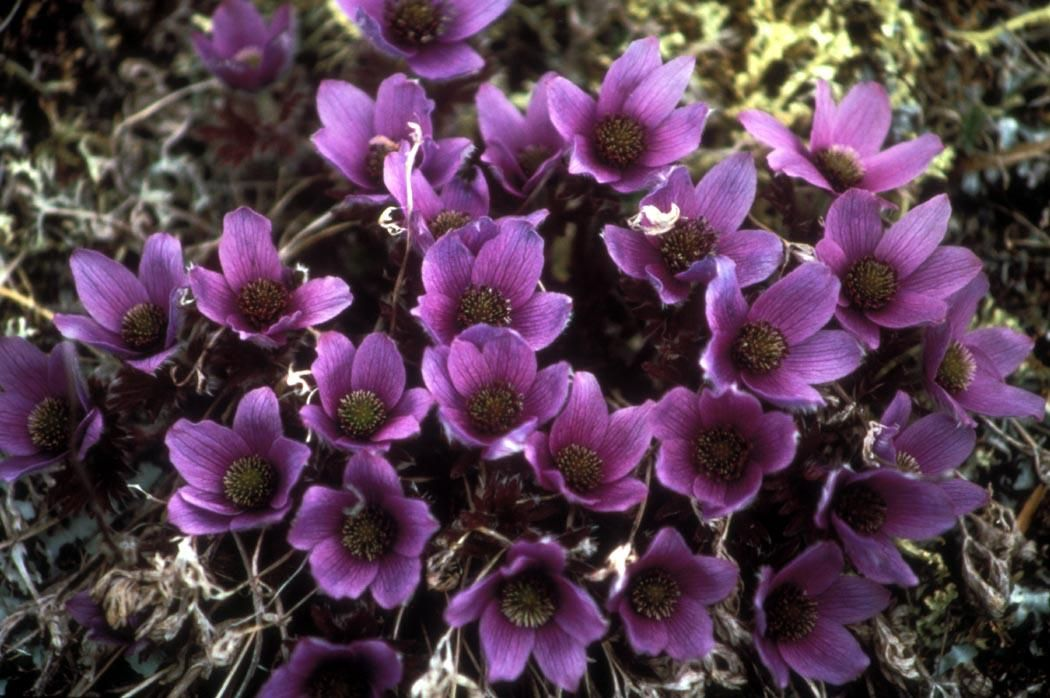
Flor de la pulsatilla
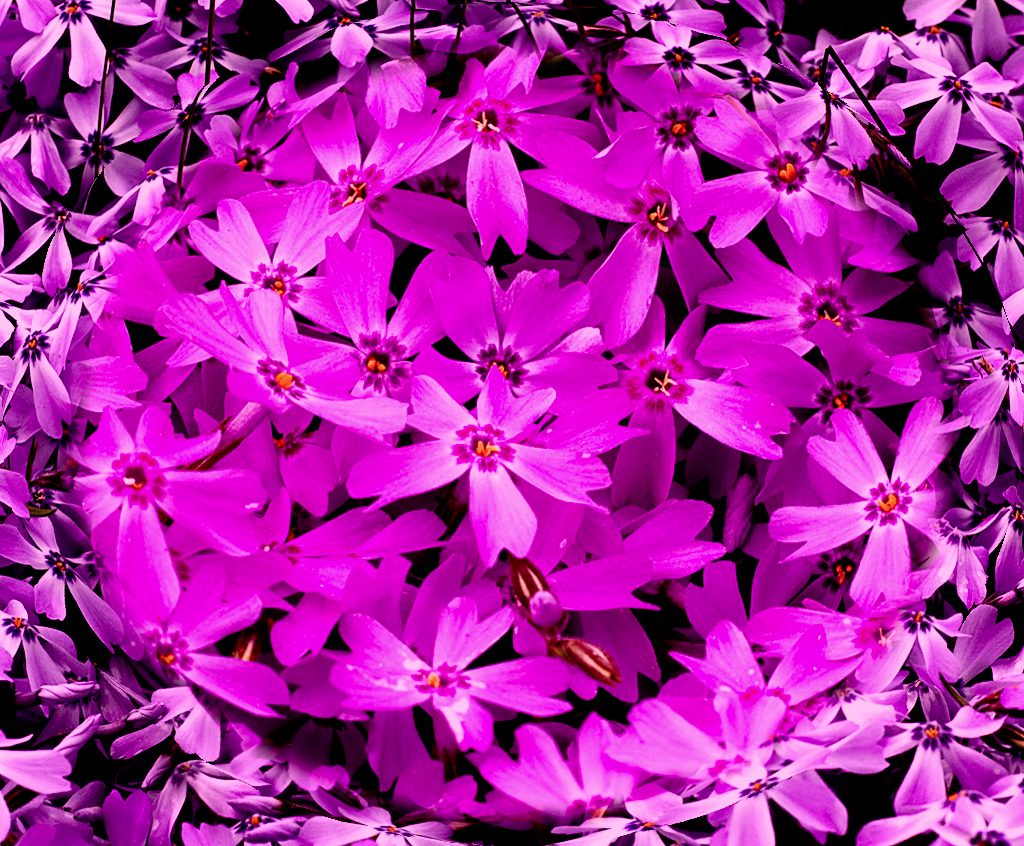
Flores flox de color púrpura psicodélico
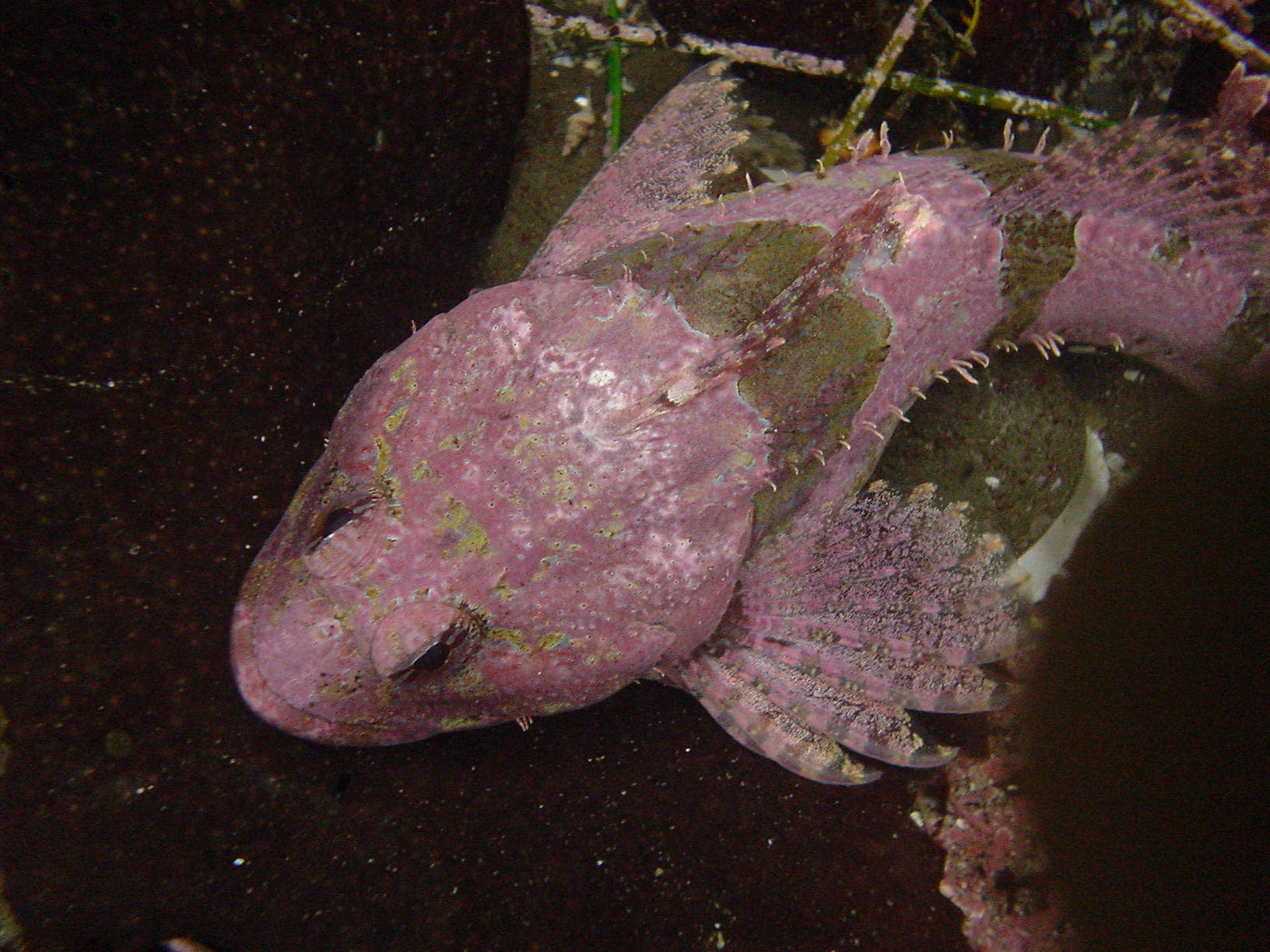
Charrasco espinoso